# Eragrostis truncata
Eragrostis truncata är en gräsart som beskrevs av Eduard Hackel. Eragrostis truncata ingår i släktet kärleksgrässläktet, och familjen gräs. Inga underarter finns listade i Catalogue of Life.